# Vyborg
Vyborg (in russo Вы́борг?, in finlandese Viipuri, in svedese Viborg, in tedesco Wyborg) è una città della Russia europea di 79 224 abitanti (stima del 2002), capoluogo del Vyborgskij rajon.

## Geografia fisica
Vyborg è ubicata nel territorio della Carelia russa dell'oblast' di Leningrado, a 30 km dal confine con la Finlandia e 138 km dal capoluogo San Pietroburgo. La città, all'estremità interna dell'omonima baia, ha sbocco marino sul golfo di Finlandia, che le permette di sostenere attivi scambi marittimi, nonostante le acque del golfo siano congelate da dicembre ad aprile.

### Clima
| Vyborg (1991-2020) Fonte:   | Mesi         | Mesi         | Mesi         | Mesi         | Mesi        | Mesi        | Mesi        | Mesi        | Mesi        | Mesi         | Mesi         | Mesi         | Stagioni | Stagioni | Stagioni | Stagioni | Anno  |
| Vyborg (1991-2020) Fonte:   | Gen          | Feb          | Mar          | Apr          | Mag         | Giu         | Lug         | Ago         | Set         | Ott          | Nov          | Dic          | Inv      | Pri      | Est      | Aut      | Anno  |
| --------------------------- | ------------ | ------------ | ------------ | ------------ | ----------- | ----------- | ----------- | ----------- | ----------- | ------------ | ------------ | ------------ | -------- | -------- | -------- | -------- | ----- |
| T. max. media (°C)          | −3,4         | −3,3         | 1,0          | 7,4          | 14,9        | 19,5        | 22,6        | 20,8        | 15,1        | 7,9          | 2,3          | −1,0         | −2,6     | 7,8      | 21,0     | 8,4      | 8,7   |
| T. media (°C)               | −6,0         | −6,3         | −2,6         | 3,2          | 10,4        | 15,3        | 18,5        | 16,8        | 11,6        | 5,5          | 0,4          | −3,2         | −5,2     | 3,7      | 16,9     | 5,8      | 5,3   |
| T. min. media (°C)          | −8,8         | −9,5         | −6,1         | −0,4         | 6,0         | 11,3        | 14,5        | 13,1        | 8,4         | 3,2          | −1,5         | −5,4         | −7,9     | −0,2     | 13,0     | 3,4      | 2,1   |
| T. max. assoluta (°C)       | 6,9 (1992)   | 8,4 (1989)   | 13,8 (2007)  | 22,1 (1986)  | 30,0 (2014) | 32,9 (1999) | 34,6 (2010) | 33,4 (2010) | 27,4 (1968) | 19,1 (1974)  | 12,0 (2015)  | 8,6 (2006)   | 8,6      | 30,0     | 34,6     | 27,4     | 34,6  |
| T. min. assoluta (°C)       | −36,8 (1987) | −35,4 (1979) | −29,1 (1965) | −20,9 (1941) | −5,0 (1969) | 0,1 (1982)  | 5,8 (1992)  | 2,0 (1973)  | −3,9 (1993) | −11,4 (1992) | −21,0 (1992) | −33,6 (1978) | −36,8    | −29,1    | 0,1      | −21,0    | −36,8 |
| Nuvolosità (okta al giorno) | 7,8          | 7,2          | 6,6          | 6,2          | 5,8         | 6,4         | 6,0         | 6,3         | 6,7         | 7,4          | 8,2          | 8,2          | 7,7      | 6,2      | 6,2      | 7,4      | 6,9   |
| Precipitazioni (mm)         | 52           | 43           | 40           | 35           | 43          | 60          | 69          | 79          | 68          | 77           | 70           | 66           | 161      | 118      | 208      | 215      | 702   |
| Giorni di pioggia           | 6            | 5            | 7            | 10           | 14          | 16          | 15          | 16          | 18          | 18           | 13           | 8            | 19       | 31       | 47       | 49       | 146   |
| Nevicate (cm)               | 22           | 35           | 37           | 8            | 0           | 0           | 0           | 0           | 0           | 0            | 3            | 11           | 68       | 45       | 0        | 3        | 116   |
| Giorni di neve              | 22           | 20           | 16           | 7            | 1           | 0,1         | 0,0         | 0,0         | 0,1         | 4,0          | 14,0         | 20,0         | 62,0     | 24,0     | 0,1      | 18,1     | 104,2 |
| Giorni di nebbia            | 2            | 3            | 4            | 4            | 2           | 0           | 0,3         | 1,0         | 2,0         | 3,0          | 2,0          | 2,0          | 7,0      | 10,0     | 1,3      | 7,0      | 25,3  |
| Umidità relativa media (%)  | 87           | 85           | 82           | 74           | 68          | 71          | 73          | 77          | 82          | 86           | 88           | 89           | 87       | 74,7     | 73,7     | 85,3     | 80,2  |
| Vento (direzione-m/s)       | SW 3,7       | SW 3,4       | SW 3,3       | S 3,0        | SW 3,3      | SW 3,3      | SW 3,1      | SW 3,0      | SW 3,3      | SW 3,7       | SW 3,8       | SW 3,8       | 3,6      | 3,2      | 3,1      | 3,6      | 3,4   |

## Storia
Le prime popolazioni ad insediarsi in quei territori furono alcune tribù Careliani-Slavifinniche. Nel 1293 il condottiero svedese Torgils Knutsson vi fondò l'omonima fortezza per proteggere la frontiera. Esattamente due secoli dopo, nel 1493, Vyborg venne ufficialmente riconosciuta come città, sotto il controllo svedese.
Appartenne all'impero svedese fino al 1710 quando, durante la Grande guerra del Nord (1710-1720), Pietro il Grande l'invase e l'annesse al controllo russo, certificato nel trattato di Nystad del 1721. Nel 1744 fu istituito il governatorato di Vyborg di cui divenne capoluogo. Nel 1812 la città passò al Granducato di Finlandia, parte dell'impero russo.
Dal 6 dicembre 1917, giorno in cui la Finlandia si dichiarò indipendente dalla Russia, la città prese il nome ufficiale di Viipuri e fu abitata esclusivamente da finlandesi. Fu quindi invasa e annessa dall'Unione Sovietica solo nel 1940, al termine della Guerra d'inverno, per poi tornare alla Finlandia l’anno dopo, e diventare definitivamente russa nel 1944 con la Guerra di continuazione. La maggior parte degli abitanti venne trasferita in Finlandia, e la città divenne in breve tempo a maggioranza russa.

## Descrizione
Nonostante i pesanti danneggiamenti subiti nel corso della Guerra d'inverno (1939-1940), quando fu occupata dalle truppe russe, e della Seconda guerra mondiale, durante la quale fu invasa più volte dagli eserciti di Germania e Finlandia, Vyborg è riuscita a riprendersi e oggi è una delle città più importanti dell'istmo careliano. Oltre alla sua attività portuale, spiccano la sua importanza di snodo ferroviario con la Finlandia e la presenza di numerose industrie nel campo metalmeccanico, elettrotecnico, alimentare e cantieristico; nonché importante centro di produzione della carta. È presente anche una centrale elettrica, che consente scambi di energia tra la rete elettrica russa e quella finlandese.
Inoltre, la città vanta numerosi siti storici, tra cui il castello, la cattedrale della Dormizione, un monumento a Pietro I di Russia, una delle magioni di Lenin (dove probabilmente si organizzò la rivoluzione bolscevica) e l'antica cinta muraria, culminante nella torre di Caterina la grassa.
Nei pressi dell'area urbana sono presenti il più grande giardino all'inglese dell'Europa nord-orientale, il Mon Repos, voluto dal Barone Ludwig Heinrich von Nikolay e costruito con l'ausilio dell'architetto italiano Giuseppe Antonio Martinelli tra il XVIII e il XIX secolo, e la biblioteca comunale, costruita su progetto dell'architetto finlandese Alvar Aalto.

## Amministrazione

### Gemellaggi
- Bodø
- Lappeenranta
- Nyköping
- Stirling